# Парк офицеров
Парк офицеров — парк, расположенный в столице Азербайджана, Баку.

## История
Один из старейших парков города — Парк Офицеров, ранее называвшийся бульваром, был построен в годы Великой Отечественной войны в память о героях, погибших в боях с фашизмом. После окончания Второй Мировой войны парк носил имя дважды героя Советского Союза Ази Асланова. В 2009 году в парке начались ремонтные работы. В марте 2011 года парк Офицеров вновь открылся. В открытии приняли участие президент Азербайджана Ильхам Алиев и первый Вице-президент Азербайджана Мехрибан Алиева.

## Описание
Площадь парка составляет 4 га. Этот уголок города утопает в зелени, что делает его одним из самых романтичных и уютных мест города Баку. Здесь установлены новая система освещения, большой фонтан и несколько оригинальных скульптур из бронзы. Здесь функционируют кафе и чайханы. В центральной части парка установлена большая беседка.
Для детей постарше в парке организован крытый каток площадью в 700 м². и необычное «ледяное» кафе.
Люди сюда приходят подышать свежим воздухом и отдохнуть от городского шума. В теплое время года многие отдыхающие предпочитают наслаждаться любимой книгой, удобно расположившись на траве. В парке часто можно встретить туристов.

## Галерея

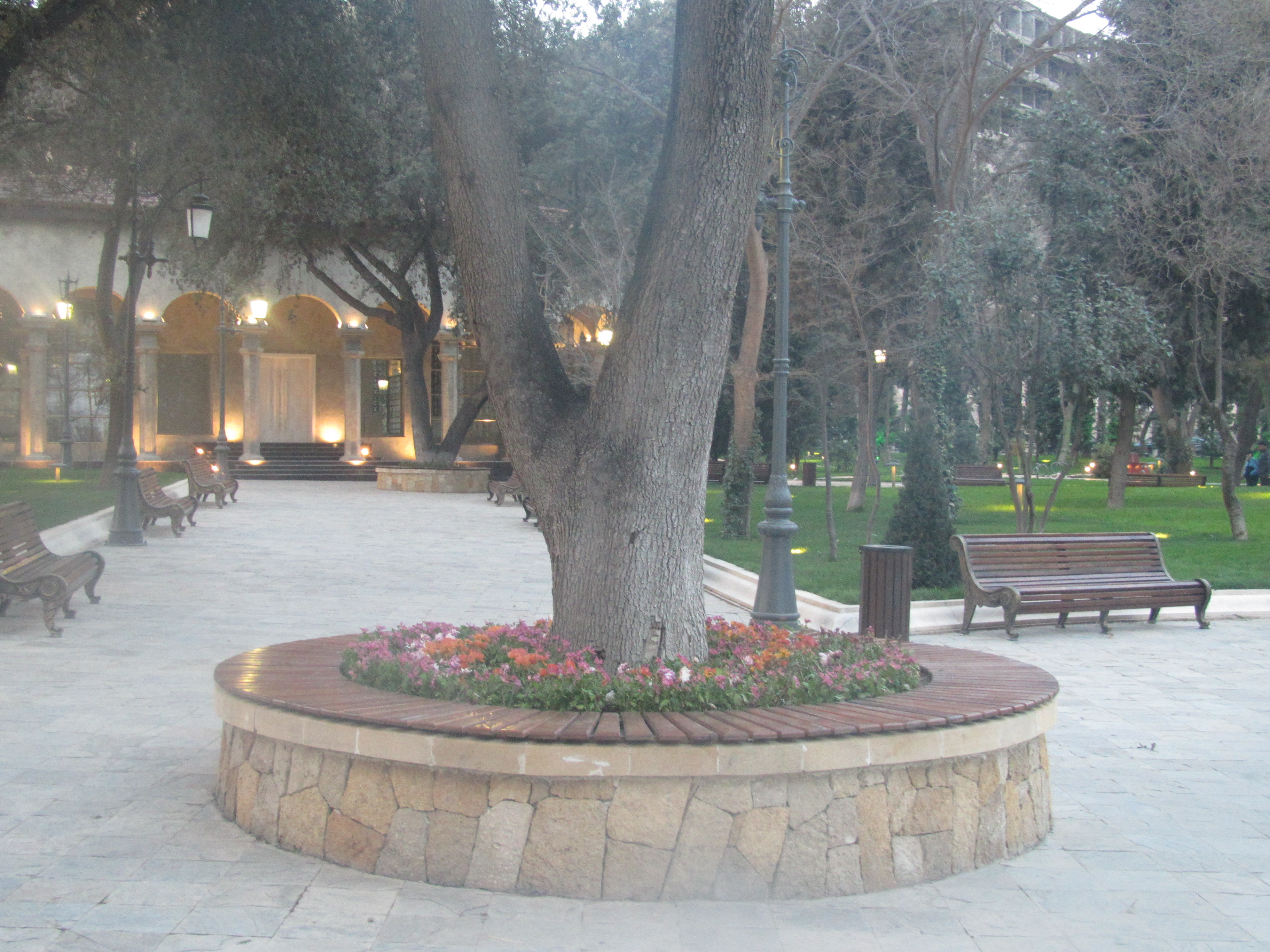
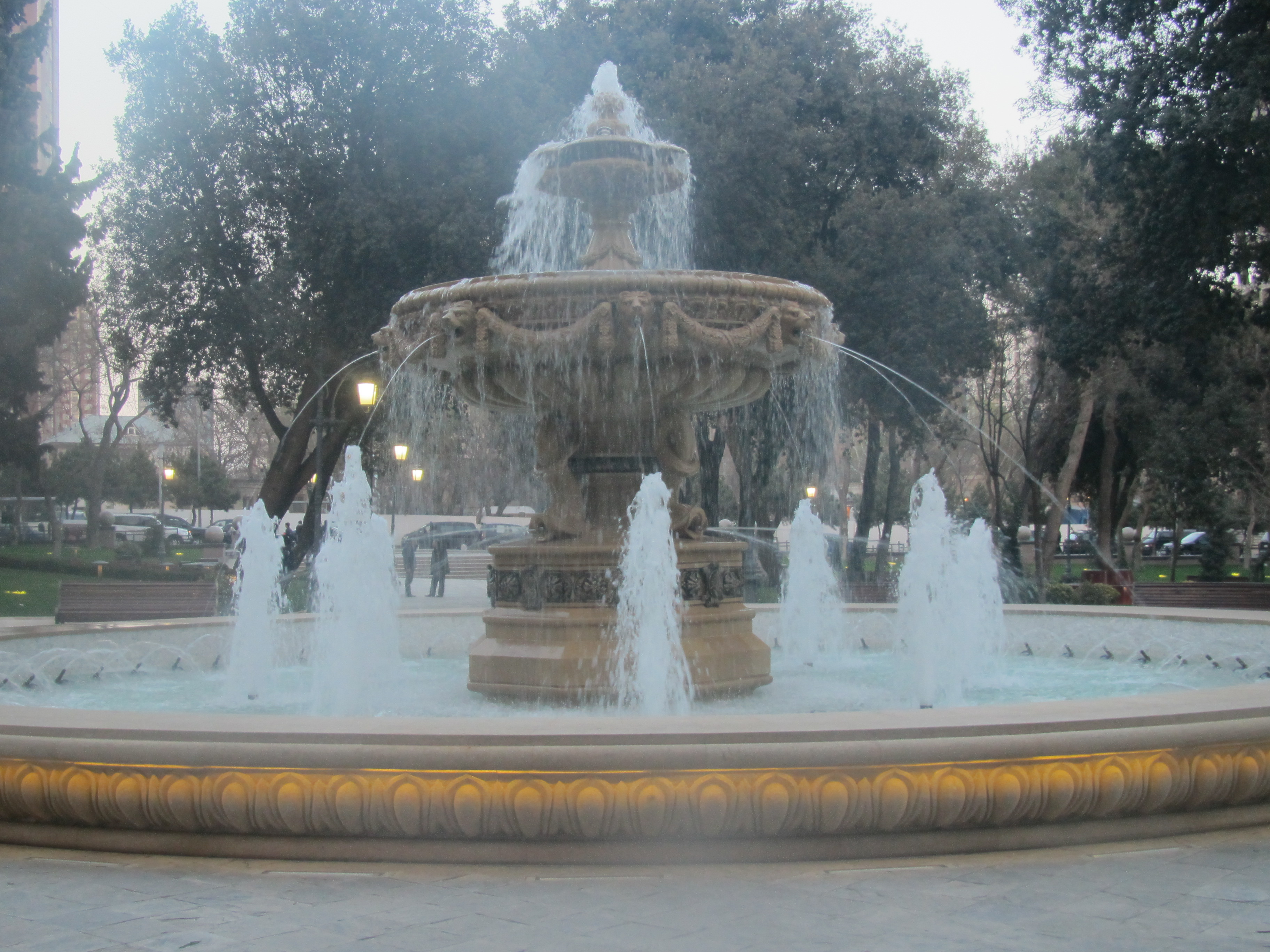
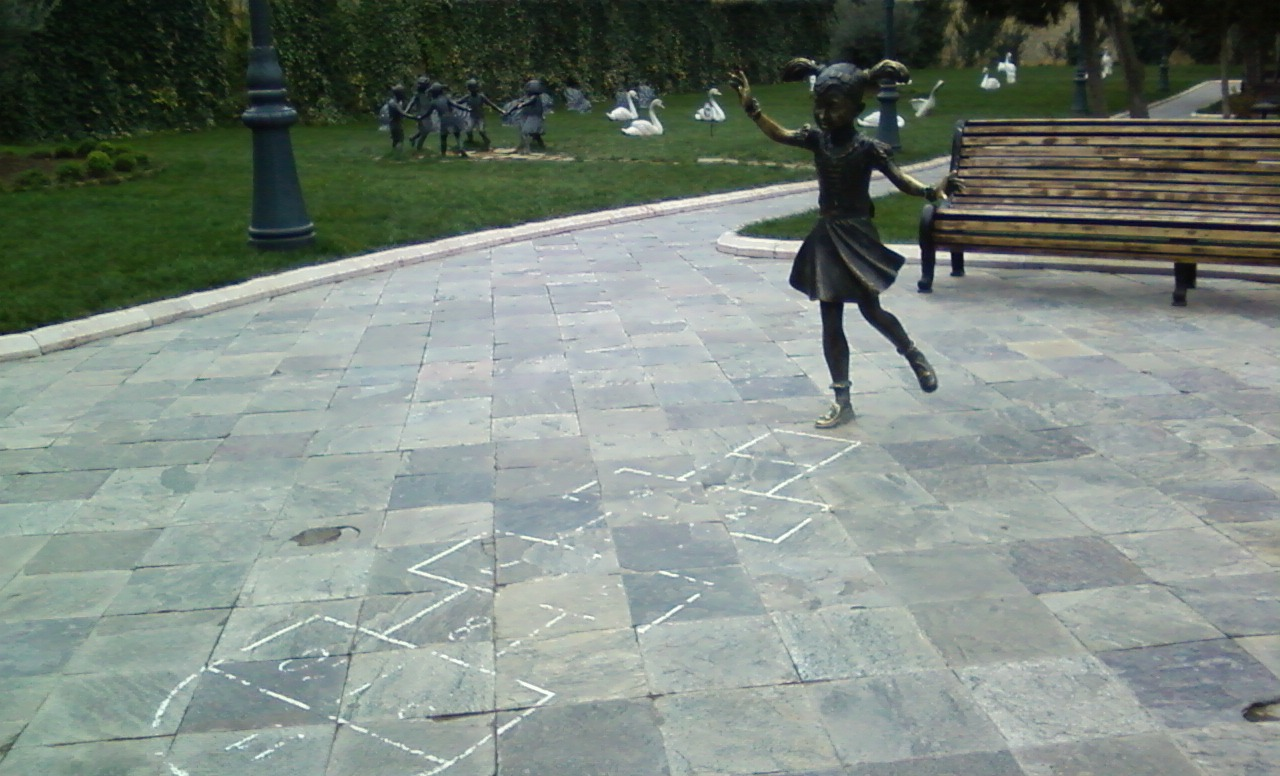
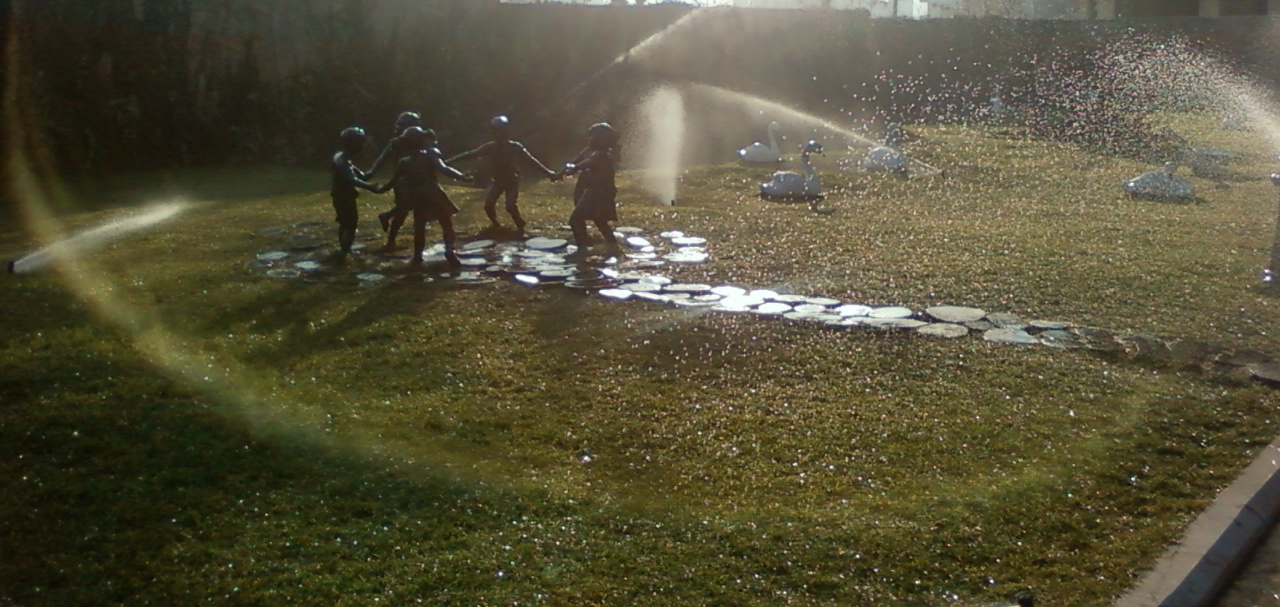